# Maria Immaculata (Elsendorf)
Die römisch-katholische Pfarrkirche Maria Immaculata in Elsendorf ist eine barocke Landkirche im niederbayerischen Abenstal. Politisch gehört die Gemeinde Elsendorf zum Landkreis Kelheim, kirchlich ist die Pfarrei Elsendorf Teil des Dekanats Abensberg-Mainburg. Das Patrozinium der Kirche wird am Hochfest Mariä Empfängnis (8. Dezember) begangen. Sie ist als Baudenkmal mit der Nummer D-2-73-163-11 beim Bayerischen Landesamt für Denkmalpflege eingetragen.

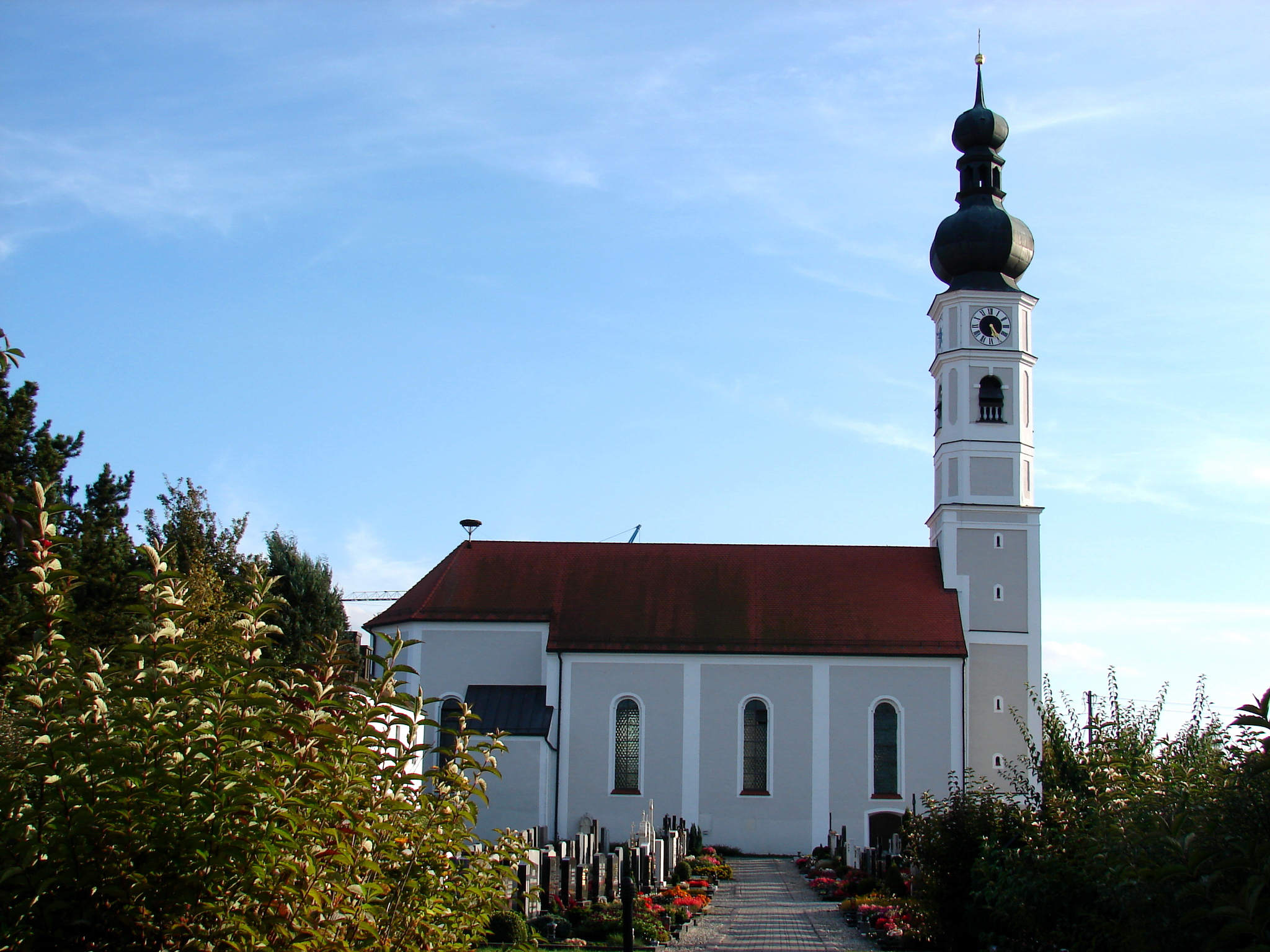
Außenansicht der Pfarrkirche Maria Immaculata

## Geschichte

### Baugeschichte
Auf mittelalterlichen Resten wurde von 1718 bis 1721 die heutige barocke Kirche erbaut. Dabei wurde der Turmunterbau von der Vorgängerkirche übernommen, möglicherweise auch der dreiseitige Chorschluss – eigentlich ein typisches Stilmerkmal der Gotik. Im Jahr 1748 wurde Anton Kapeller Pfarrer von Elsendorf. Er ließ die Kirche mit Altären im Rokokostil ausstatten und veranlasste eine Erhöhung des Turmes. Dabei entstand von 1754 bis 1756 der charakteristische oktogonale Oberbau mit Zwiebelhaube und Laterne, der die Landschaft des mittleren Abenstales prägt. Dabei könnte auch die frühere Verbindung zum Stift Admont eine Rolle gespielt haben, da in der Steiermark derartige Türme deutlich häufiger vertreten sind. Außerdem ließ Pfarrer Kapeller um 1760 die Kirche im Rokokostil ausmalen – wahrscheinlich von dem Ingolstädter Maler J. F. (Johann Felix?) Hölzl, der 1761 das Verkündigungsfresko im Chorraum signiert hat.
Zwischen 1854 und 1857 wurde die Rokoko-Ausstattung an den Altären zugunsten neuromanischer Stilelemente deutlich reduziert. Aus dieser Zeit stammen auch der Kreuzaltar an der nördlichen Langhauswand und die gegenüber auf der Südseite angebrachte Kanzel. Die neuromanischen Ausstattungsstücke wurden von dem Bildhauer Max Puille gefertigt, der zu den bedeutendsten Vertretern des Historismus in Bayern zählt. In den Jahren 1907 und 1908 musste der marode Dachstuhl erneuert werden. Dies hatte zur Folge, dass die gesamte am Dachstuhl aufgehängte Flachdecke samt Hohlkehle entfernt wurde. Dem fiel auch das große Langhausfresko von J. F. Hölzl zum Opfer. Die im Jahr 1908 eingezogene neue Putzdecke und die Hohlkehle wurden von dem Kunstmaler Josef Wittmann aus München mit neuen Deckengemälden gestaltet. 1953 musste aufgrund von Setzungen die Gründung des Turmes verstärkt werden. Dabei wurde auch eine Innenrenovierung durchgeführt, bei der man unter anderem die von Wittmann geschaffenen Allegorien aus der Lauretanischen Litanei auf der Hohlkehle teilweise wieder übermalte. Nach einer weiteren Renovierung im Jahr 1980 kam es 1997 erneut zu Setzungen. Im Folgejahr wurden die Fundamente der Sakristeianbauten mit Kleinbohrpfählen verstärkt. 1999 und 2000 sah man deshalb wiederum Anlass zu einer Innenrenovierung, bei der unter anderem das obere Geschoss der Doppelempore vergrößert wurde.

## Beschreibung

### Architektur

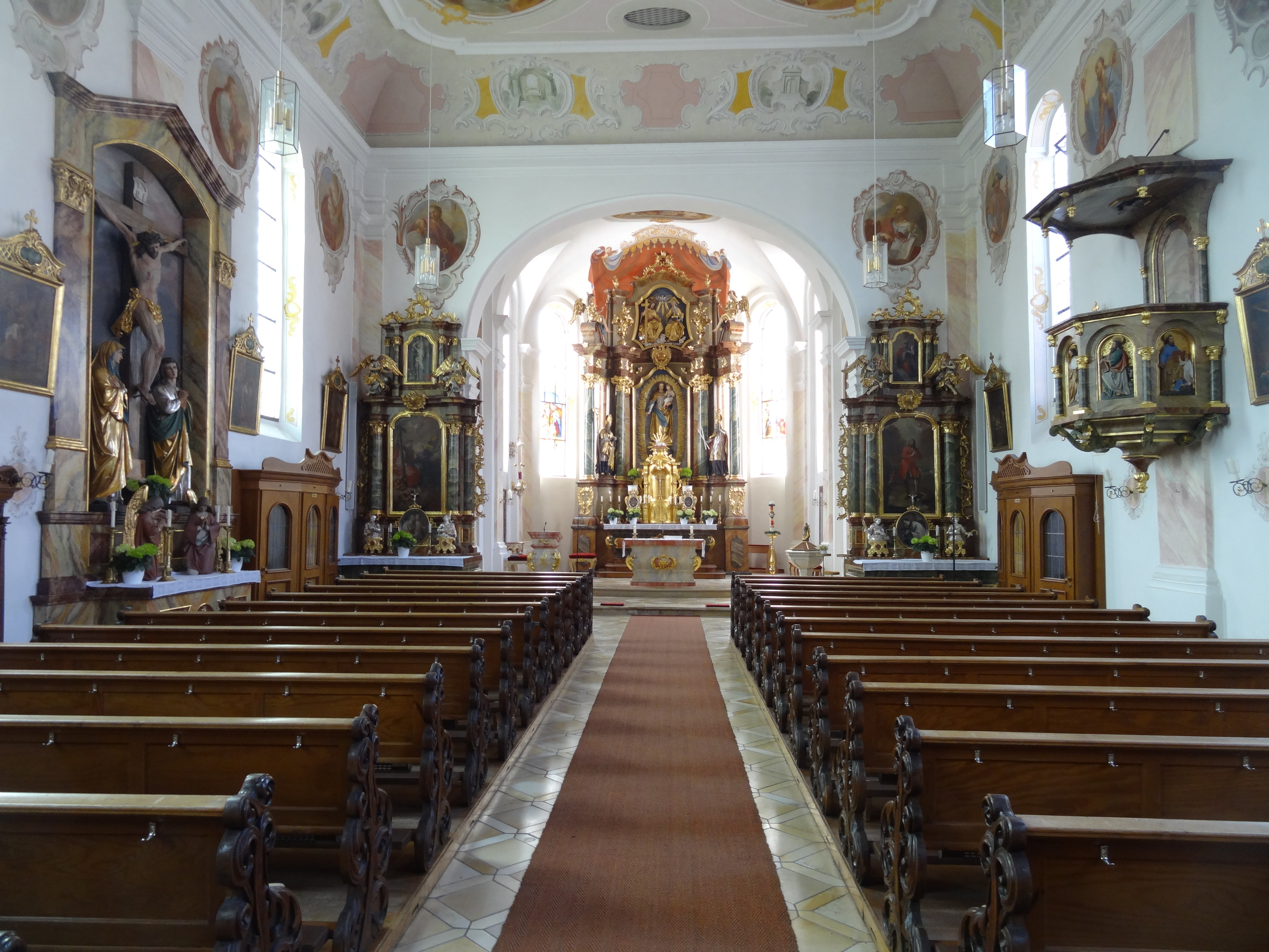
Innenansicht der Pfarrkirche Maria Immaculata

Der barocke Kirchenbau besteht aus einem dreijochigen Langhaus über rechteckigem Grundriss. An der Westseite schließt der charakteristische Turm an, durch dessen Untergeschoss der Hauptzugang zum Innenraum erfolgt. Auf der Ostseite ist der zweijochige, dreiseitig geschlossene Chor angebaut. An den Chor sind beiderseits zweigeschossige Sakristeien angebaut, die sich oberhalb der Sakristeitüren jeweils zu Oratorien in das Altarhaus öffnen. Während der stark eingezogene Chorraum von einer gedrückten Stichkappentonne überspannt wird, hat das Langhaus eine Flachdecke mit großer Hohlkehle. Die Fensteröffnungen sind vergleichsweise hoch ausgeführt und schließen oben mit minimal eingezogenen Rundbögen ab. Die Gliederung zwischen den Fensterachsen erfolgt im Innenraum durch flache Pilaster, außen lediglich über dezente Putzstreifen. Von besonderem Interesse und besonderer Schönheit ist der schlanke Westturm, der durch eine Aufstockung in der Rokokozeit seine heutige Form erhielt. Die drei unteren Geschosse sind quadratisch und stammen bereits von einem mittelalterlichen Vorgängerbau. Darauf baut ein dreigeschossiger Oktogonaufsatz auf, der den Glockenstuhl und Turmuhren enthält. Den oberen Abschluss bildet eine zweifache Zwiebelkuppel, zwischen beiden Zwiebeln eine Laterne und oben Turmkugel und -kreuz.
Zum Ensemble gehört neben dem eigentlichen Kirchenbau auch der angrenzende Friedhof mit einigen sehenswerten Grabsteinen aus der zweiten Hälfte des 19. Jahrhunderts im Stile der Neorenaissance. Auf dem Friedhof befinden sich auch die Seelenkapelle, ein Steildachbau über rechteckigem Grundriss aus dem 18. Jahrhundert, die Ölbergkapelle aus dem Jahr 1603 mit alten Figuren einer Ölbergszene und am nördlichen Ende die moderne Leichenhalle, ein Pultdachbau über ebenfalls rechteckigem Grundriss mit freistehendem Turm, der in den 1960er Jahren entstanden sein dürfte. Auf der gegenüberliegenden Straßenseite befindet sich der Pfarrhof, ein schlichter zweigeschossiger Walmdachbau von 1713, der über Grundmauern von 1588 errichtet wurde. Ebenfalls von 1713 stammt ein Nebengebäude, ein eingeschossiger Bau mit Krüppelwalmdach.

### Ausstattung

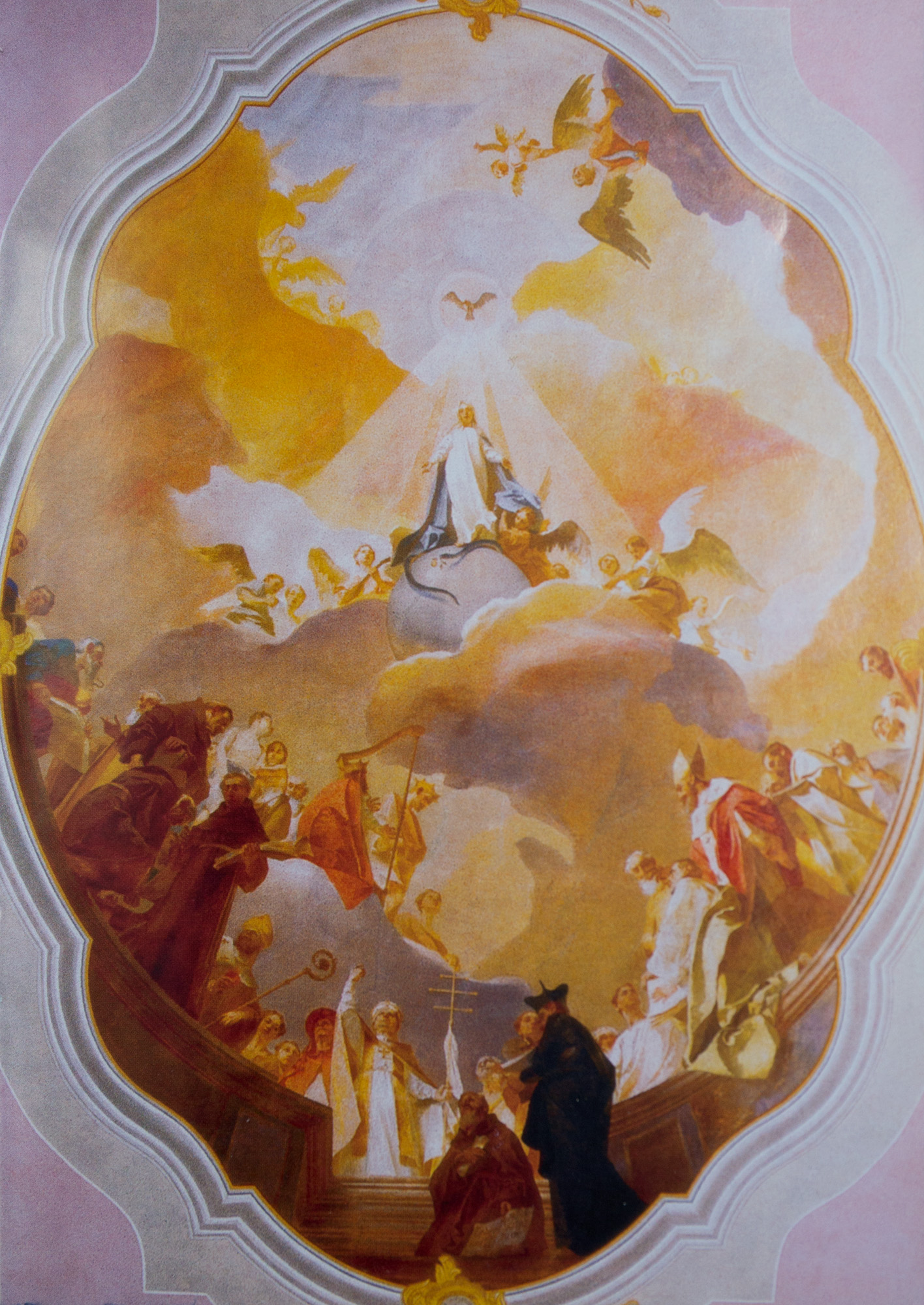
Patroziniumsdarstellung Maria Immaculata als großes Deckenfresko im Langhaus

Der Rokoko-Hochaltar befindet sich im Chorschluss unter einem in bester Rokokomanier illusionistisch gemalten Baldachin, der aus der Ferne betrachtet wie ein Teil des Altaraufbaus wirkt. Der tatsächliche Altaraufbau ist  viersäulig und besteht aus drei Hauptelementen: dem Tabernakel mit dem Buch mit den sieben Siegeln und dem Lamm Gottes, der tatsächlich noch aus der Entstehungszeit stammt; darüber die Marienfigur mit Jesuskind umgeben von einem Strahlenkranz im neuromanischen Stil, die von Max Puille stammt, wie auch die Reliefdarstellung der heiligen Dreifaltigkeit im Altarauszug. Die Verzierungen am Hochaltar, insbesondere an den Kapitellen, sowie die beiden Engelsfiguren und die Vasen der Gebälkzone sind ebenfalls noch dem Rokokostil zuzuordnen.
Auch die beiden Seitenaltäre links und rechts des Chorbogens sind in diesem Stil ausgeführt. Der linke Seitenaltar ist der heiligen Dreifaltigkeit geweiht. Das Altarblatt befand sich möglicherweise bis zur neuromanischen Umgestaltung am Hochaltar. Im Altarauszug ist das Martyrium des heiligen Sebastian dargestellt, auf einem kleinen Ovalbild in der Predellazone der heilige Josef. Letzteres ist signiert mit: „Joh. F. Hölzl pinxit Ingolstadt Ao 1754“. Am rechten Seitenaltar ist der heilige Isidor auf dem Hauptbild dargestellt. An der nördlichen Langhauswand, zwischen der ersten und zweiten Fensterachse von Osten, befindet sich der Kreuzaltar, eine Schöpfung der Neuromanik von Max Puille. Zentral ist eine Kreuzigungsgruppe dargestellt: Der gekreuzigte Christus wird seiner Mutter Maria und seinem Lieblingsjünger Johannes begleitet.
Die Kanzel, die heute keinen Treppenaufgang mehr besitzt, ist vergleichsweise schlicht ausgeführt, sie stammt aus der neuromanischen Stilepoche. Das Werk Max Puilles umfasst einen polygonalen Kanzelkorb mit Figurennischen zwischen kleinen Säulchen sowie einen Schalldeckel, auf dessen Unterseite eine Heilig-Geist-Taube dargestellt ist. Ein Kreuzwegzyklus stammt aus der zweiten Hälfte des 18. Jahrhunderts, die Beichtstühle sind neobarock.
Das große Deckenfresko im Langhaus, ein Werk Josef Wittmanns aus dem Jahr 1908, zeigt die Patroziniumsdarstellung Maria Immaculata. Mittig ist Maria auf der blauen Weltkugel im strahlenden Licht der Sonne dargestellt, umgeben von zahlreichen Engeln auf Wolkenbänken. Unmittelbar vor der Sonne schwebt eine Heilig-Geist-Taube. Auf der Unterseite verkündet der Papst einem Kollegium aus Kardinälen und Bischöfen, einem Theologieprofessor, zahlreichen Ordensbrüdern und einfachen Gläubigen das Dogma von der Unbefleckten Empfängnis Mariens. In den ovalen Medaillons des Langhauses sind Stationen des Marienlebens thematisiert, zum Beispiel Mariä Lichtmess und Mariä Heimsuchung. Die Fresken über dem Bogenfenstern der Sakristei-Oratorien stammen noch im Original von J. F. Hölzl. Sie zeigen die Verkündigung des Herrn durch den Erzengel Gabriel und Maria, die bereitwillig die Botschaft empfängt.